# Schinne
Schinne è un quartiere tedesco di 464 abitanti del comune di Bismark, situato nel land della Sassonia-Anhalt.
Fino al 31 agosto 2010 ha costituito un comune autonomo.